# 모르메디
모르메디 (Mormedi)는 스페인의 디자인 컨설팅 회사로 하이메 모레노 (Jaime Moreno)가 스페인의 마드리드에서 1998년에 설립하였다. 모르메디(Mormedi)는 상품 및 서비스 전략 분야에 특화되어있다.
현재 항공, 대중교통, 은행, 통신, 가전제품이나 의료 등 다양한 산업 분야에서 사업을 진행 중이다. 디자인적 사고와 전략적 사고를 합쳐서, 고객사의 사업에 가치를 더하고 사용자가 더 편리함을 느낄 수 있도록 하는 것이 사훈이다.

## 모르메디의 역사
하이메 모레노 (Jaime Moreno)에 의해 설립된 모르메디(Mormedi)는 산업 디자인에 그 기반을 두고 있었으나 분야를 넓혀 전략부터 실행까지의 전 단계를 주관할 수 있는 회사가 되었다.
서비스는 다음과 같은 분야를 포함한다:
1)	서비스디자인, 디자인 리서치, 디자인 전략, 상품 전략, 트렌드 분석, 시나리오플래닝 및 워크숍과 같은 전략 부문

2)	제품 디자인, 산업 디자인, 환경 디자인, 교통 디자인, 인터랙션 디자인, 사용자 경험 디자인, 프로토타이핑 및 사용성 평가와 같은 디자인 관련 부문

3)	제품 공학, 정확한 프로토타이핑, 기계공학 등의 실행 관련 부문
모르메디는 IF 디자인 어워드, 레드닷 디자인 어워드(독일)), 굿디자인(한국), IDEA 어워드(미국)과 같은 유수의 디자인 상을 수상한 바 있다.

## 성과
모르메디는 Castrosua사의 하이브리드 버스 디자인, 퍼스널 응급상황 요청 장비인 eNest 등으로 디자인 상을 수상한 바 있으며 다국적 기업인 테카(Teka) 나 에데사(Edesa)와 같은 가정용 전자제품 업체나 LG, Airis, BQ와 같은 전자기기 업체, 스페인 공영철도기업인 렌페(Renfe)의 역 주변 도로 시설물 디자인을 담당하였다.
서비스디자인 부분에 있어서는, 모바일과 e-health의 맥락에서 스페인의 통신회사인 텔레포니카(Telefonica)의 서비스 및 제품 디자인을 담당하였다. 또한 스페인 상업은행인 BBVA의 새로운 뱅킹 서비스인 The bank of the Future및 새로운 BBVA본사의 서비스 재 디자인을 수행하기도 하였다.
그 외에도 에어버스(Airbus), 알스톰(Alstom), Astondoa, 아우디(Audi AG), Azkoyen, BMW(BMW AG), 영국항공(British Airways), 콘스트룩시온스 이 옥실라르 데 페로카릴스(CAF), Fagor, 히노 자동차(Hino), 히타치(Hitachi), Legrand, 홍콩 지하철(MTR), 닛산(Nissan), 필립스(Philips), 필립 모리스 인터내셔널(Philip Morris), 파리 교통공단(RATP), 지멘스(Siemens), Rodman, 탈고(Talgo), 도요타(Toyota), 버진 그룹(Virgin) 및 보다폰(Vodafone) 과 같은 기업들과 디자인 작업을 진행하였다
.

## 구조
마드리드에 본사가 있고 아시아 지역을 담당하는 지사가 한국에 있으며 그 외에도 다양한 분야의 외부 전문가들과 협업하고 있다

## 참조
- Mormedi - English
- Mormedi co-hosts dmi conference in Madrid (April 2013):
- Mormedi Service Design Workshop for Korean Institute of Design Promotion (November 2012):
- Mormedi and XVDMC host dmi Night Out in Madrid: (Spring 2012):